# Musciphyton
Musciphyton, rod fosilnih mahovnjača nepoznate porodične pripadnosti. Istraživanja su vršena 1959. i otkrivene su dvije nove vrste M. ramosum i Hepaticaephyton simplex. Obje vrste opisane su 1961.
Jedina vrsta je M. ramosum iz vremena ordovicija, s područja današnje Poljske. 